# Eerste divisie (mannenhandbal) 2003/04
De eerste divisie is de op een na hoogste afdeling van het Nederlandse handbal bij de heren op landelijk niveau. In het seizoen 2003/2004 werd UDSV kampioen en promoveerde naar de eredivisie. Atomium '61 en Animo degradeerden naar de hoofdklasse.
In de reguliere competitie wist onder andere BDC '90 zich te plaatsen voor de nacompetitie. Echter werd door het bestuur van BDC '90 aan het NHV verzocht om het team uit de nacompetitie te terugtrekken, mede door het vertrek van spelers en de trainer bij de club. Het verzoek werd in maart 2004 door het NHV gehonoreerd.

## Opzet
- De kampioen promoveert rechtstreeks naar de eredivisie (mits er niet al een hogere ploeg van dezelfde vereniging in de eredivisie speelt).
- De ploegen die als een-na-laatste (dertiende) en laatste (veertiende) eindigen degraderen rechtstreeks naar de hoofdklasse.
- Het seizoen wordt onderverdeeld in vier perioden van respectievelijk 6, 7, 7 en 6 wedstrijden. De ploeg die in een periode de meeste punten behaalt, is periodewinnaar en verkrijgt het recht om deel te nemen aan de zogenaamde nacompetitie. Indien de uiteindelijke kampioen, een ploeg die niet mag promoveren, of een degradant een periode wint, wordt het recht tot deelname aan de nacompetitie overgedragen aan het hoogst geklasseerde team in de eindrangschikking dat nog niet aan de nacompetitie deelneemt. In de nacompetitie spelen deze vier ploegen uit de eerste divisie tegen elkaar, de winnaar uit deze competitie speelt een tweetal wedstrijden tegen de nummer 11 van de eredivisie om één plaats in de eredivisie.

Er promoveert dus zeker één ploeg, en mogelijk een tweede ploeg via de nacompetitie. Verder degraderen er twee ploegen.

## Teams
| Ploeg                   | Plaats      | Provincie     | Hal               |
| ----------------------- | ----------- | ------------- | ----------------- |
| FIQAS/Aalsmeer 2        | Aalsmeer    | Noord-Holland | de Bloemhof       |
| Animo                   | Rijswijk    | Zuid-Holland  | Marimbahal        |
| Atomium '61             | Rotterdam   | Zuid-Holland  | de Enk            |
| BDC '90                 | Landgraaf   | Limburg       | Baneberg          |
| Smeeing/BDC             | Soest       | Utrecht       | Spleasure Centrum |
| DES '72                 | Papendrecht | Zuid-Holland  | de Donck          |
| WIENK/De Gazellen       | Doetinchem  | Gelderland    | Rozengaarde       |
| Gemini (Z)              | Zoetermeer  | Zuid-Holland  | de Veur           |
| Groene Ster             | Zevenbergen | Noord-Brabant | Molenberg         |
| Hurry-Up                | Zwartemeer  | Drenthe       | de Eendracht      |
| van der Voort/Quintus 2 | Kwintsheul  | Zuid-Holland  | van der Voorthal  |
| Swift Arnhem            | Arnhem      | Gelderland    | Elderveld         |
| UDSV                    | Utrecht     | Utrecht       | de Dreef          |
| KRAS/Volendam 2         | Volendam    | Noord-Holland | de Seinpaal       |

## Reguliere competitie

### Stand
| Pos | Club                    | Wed | W  | G | V  | Ptn | DV  | DT  | +/−  | Opmerking                                                       |
| --- | ----------------------- | --- | -- | - | -- | --- | --- | --- | ---- | --------------------------------------------------------------- |
| 1   | UDSV                    | 26  | 24 | 0 | 2  | 48  | 817 | 622 | +195 | Rechtstreekse promotie naar eredivisie                          |
| 2   | FIQAS/Aalsmeer 2        | 26  | 20 | 1 | 5  | 39  | 686 | 612 | +74  |                                                                 |
| 3   | DES '72                 | 26  | 17 | 2 | 7  | 36  | 666 | 618 | +48  | (Vervangende) periodekampioen; gekwalificeerd voor nacompetitie |
| 4   | Smeeing/BDC             | 26  | 15 | 1 | 10 | 31  | 672 | 615 | +57  | (Vervangende) periodekampioen; gekwalificeerd voor nacompetitie |
| 5   | Groene Ster             | 26  | 14 | 2 | 10 | 30  | 661 | 614 | +47  | (Vervangende) periodekampioen; gekwalificeerd voor nacompetitie |
| 6   | KRAS/Volendam 2         | 26  | 13 | 0 | 13 | 26  | 706 | 713 | −7   |                                                                 |
| 7   | BDC '90                 | 26  | 12 | 1 | 13 | 25  | 678 | 699 | -21  | (Vervangende) periodekampioen; gekwalificeerd voor nacompetitie |
| 8   | Swift Arnhem            | 26  | 11 | 2 | 13 | 24  | 662 | 662 | 0    | (Vervangende) periodekampioen; gekwalificeerd voor nacompetitie |
| 9   | Gemini (Z)              | 26  | 11 | 2 | 13 | 24  | 728 | 749 | −21  |                                                                 |
| 10  | WIENK/De Gazellen       | 26  | 10 | 3 | 13 | 23  | 650 | 660 | −10  |                                                                 |
| 11  | Hurry-Up                | 26  | 9  | 1 | 16 | 19  | 665 | 708 | −43  |                                                                 |
| 12  | van der Voort/Quintus 2 | 26  | 7  | 4 | 15 | 18  | 671 | 758 | −87  |                                                                 |
| 13  | Animo                   | 26  | 5  | 3 | 18 | 13  | 578 | 663 | −85  | Degradatie naar hoofdklasse                                     |
| 14  | Atomium '61             | 26  | 3  | 0 | 23 | 6   | 625 | 772 | −147 | Degradatie naar hoofdklasse                                     |

### Periodekampioenen
- 1ste periodetitel: Swift Arnhem (BDC '90 teruggetrokken);
- 2de periodetitel: DES '72;
- 3de periodetitel: Groene Ster;
- 4de periodetitel: Smeeing/BDC

## Nacompetitie
| Pos | Club         | Wed | W | G | V | Ptn | DV  | DT  | +/− | Opmerking                                                 |
| --- | ------------ | --- | - | - | - | --- | --- | --- | --- | --------------------------------------------------------- |
| 1   | Smeeing/BDC  | 6   | 3 | 1 | 2 | 7   | 152 | 146 | +6  | Promotiewedstrijden tegen de nummer elf van de eredivisie |
| 2   | Groene Ster  | 6   | 3 | 1 | 2 | 7   | 149 | 145 | +4  |                                                           |
| 3   | Swift Arnhem | 6   | 2 | 2 | 2 | 6   | 159 | 166 | −7  |                                                           |
| 4   | DES '72      | 6   | 2 | 0 | 4 | 4   | 152 | 155 | −3  |                                                           |

## Promotie-/degradatiewedstrijden
Eerste wedstrijd
|  | Smeeing/BDC | 29 - 33 | AHC Kolping |  |
|  |             |         |             |  |
|  |             |         |             |  |

Tweede wedstrijd; AHC Kolping heeft gewonnen en blijft in de eredivisie.
|  | AHC Kolping | 27 - 17 | Smeeing/BDC |  |
|  |             |         |             |  |
|  |             |         |             |  |

## Topscorers
Eindstand per 29 februari 2004.
| Pos | Naam              | Gls | Club         |
| --- | ----------------- | --- | ------------ |
| 1   | David den Hartog  | 260 | UDSV         |
| 2   | Marco van Linstee | 206 | Gemini (Z)   |
| 3   | Kees Rutgers      | 184 | Hurry-Up     |
| 4   | Errol Wevers      | 171 | Groene Ster  |
| 5   | Bram Zewald       | 159 | Swift Arnhem |